# Stari svet
Stari svet je skupno ime za del sveta, ki je bil poznan evropskim ljudstvom pred odkritjem Amerike leta 1492, torej Afriko, Azijo in Evropo brez Amerik in Oceanije. Uporablja se kot nasprotje Novega sveta, ozemelj na zahodni polobli, ki so jih konec srednjega veka pričele odkrivati in osvajati evropske pomorske velesile. Avstralija in drugi deli Oceanije so bili odkriti še kasneje, zato jih običajno ne uvrščamo ne v Stari, ne v Novi svet.
Danes se razdelitev uporablja med drugim v biogeografiji in ponazarja razlike v flori in favni obeh območij (drugo ime za Stari svet po tej razdelitvi je Palaeogaea).